# Rasos de Peguera
Rasos de Peguera es un pliegue anticlinal de las sierras prepirenáicas exteriores, situado al nordeste de Berga (España), a unos 9 km de la localidad. Desde Berga y después de salvar un nivel considerable, se llega al pico del Cabrero o del Santo Cristo, debido a la cruz con un Santo Cristo que existe en el lugar. Fue uno de los primeros lugares de Cataluña donde se esquió, concretamente en 1908. La estación de esquí alpino, que se inauguró en 1975, tomó el nombre del lugar.

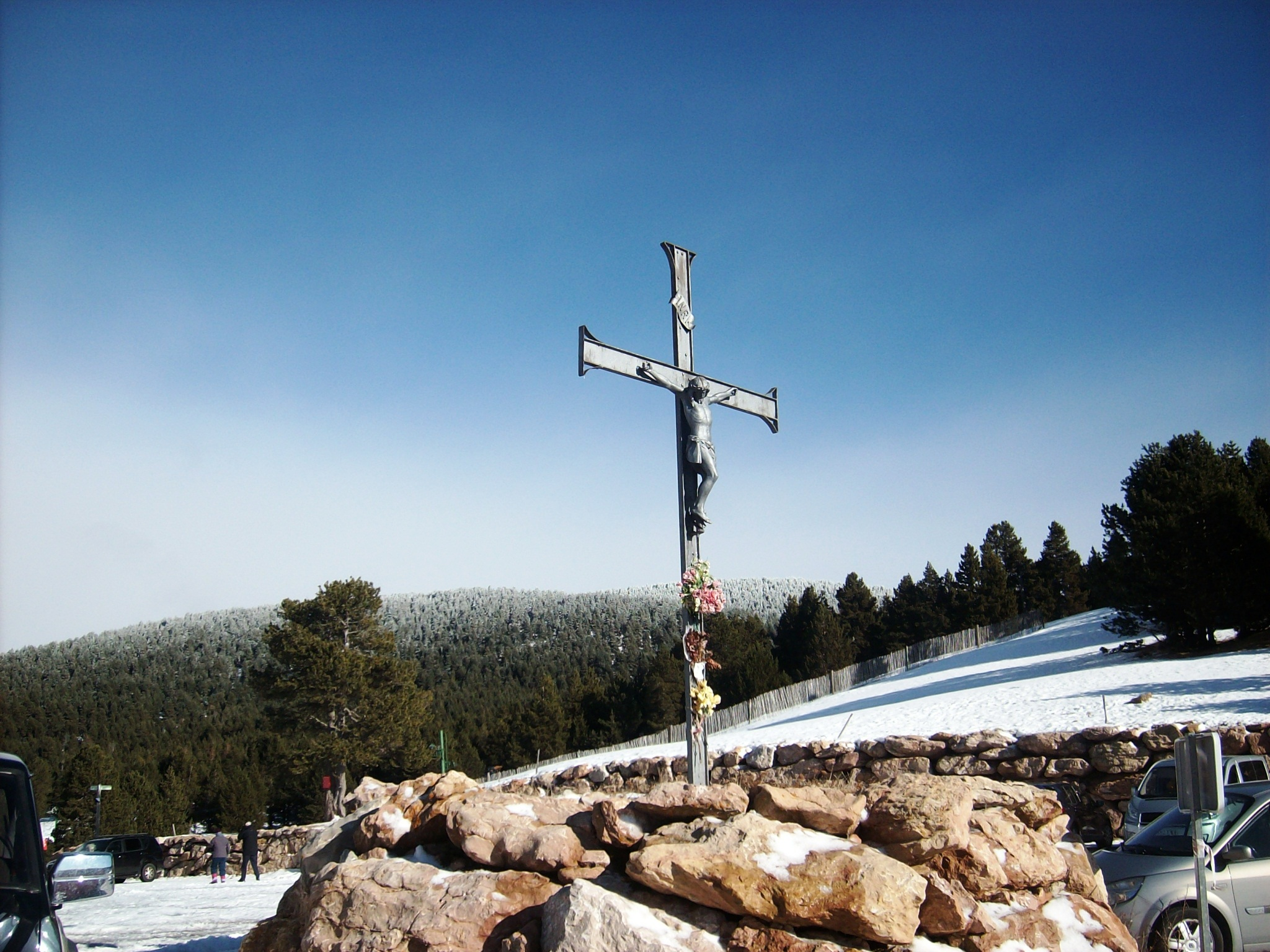
Rasos de Peguera

## Estación de esquí
Rasos de Peguera es también el nombre de la estación de esquí alpino, actualmente fuera de servicio, que se halla cerca de Berga, única estación de esquí de la provincia de Barcelona. lnaugurada en 1975, contó con cinco telesillas, un par de tiendas, cafeterías y una escuela de esquí. En esta estación se practicaron las dos disciplinas del deporte de invierno, la nórdica y la alpina. En 2008 se celebró el centenario de la famosa excursión al Santuario de Corbera por iniciativa del Centro Excursionista de Cataluña y de la Federación Catalana de Deportes de Invierno.
En 2009 la Generalidad de Cataluña se comprometió  a ayudar a la estación de esquí para su modernización y puesta en valor. El proyecto incluye la creación de un parque de fauna y flora en la zona del Raset, una área de esquí de fondo y la modernización de la parte de esquí alpino.

## Galería

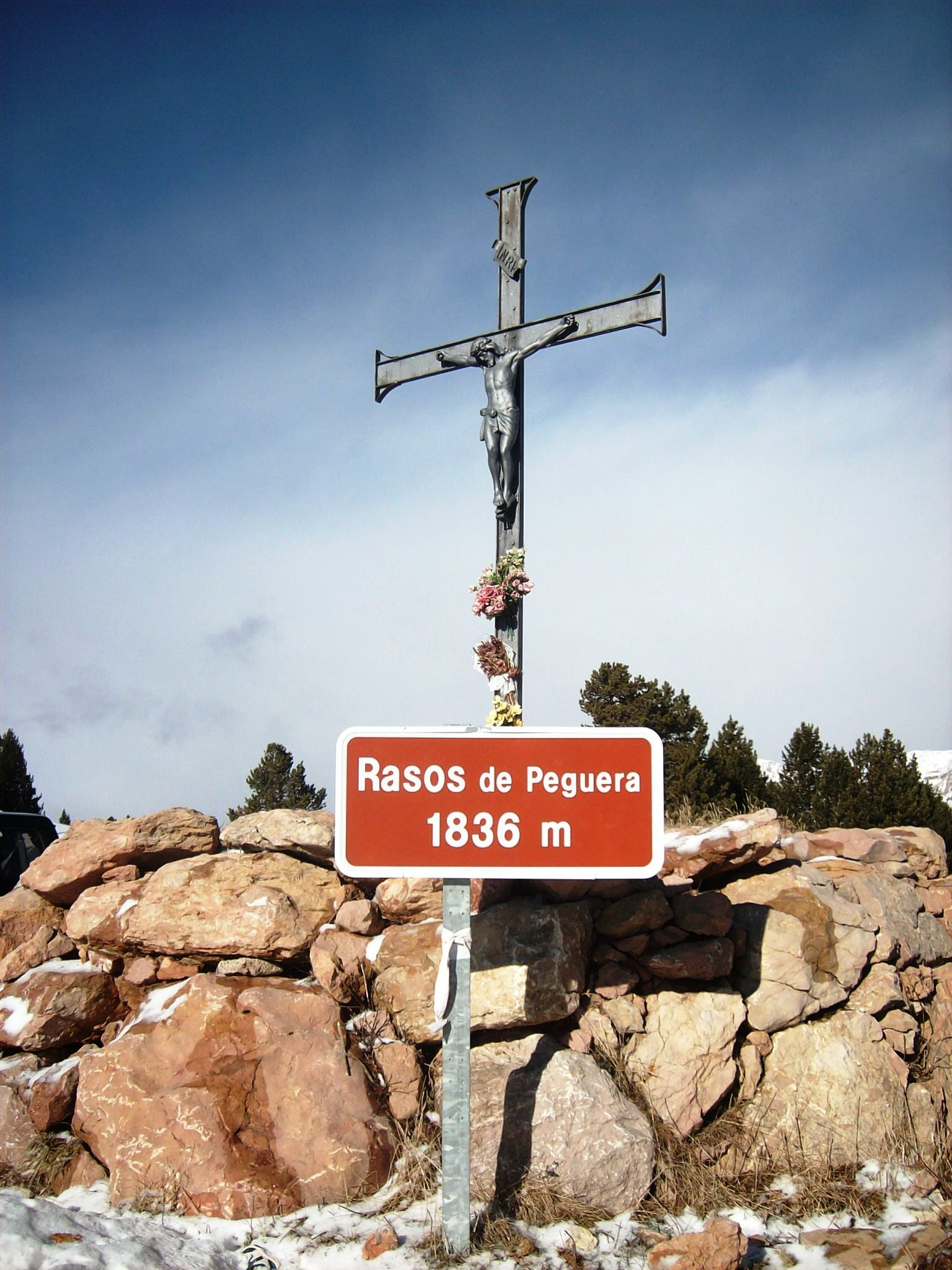
Cruz del Santo Cristo.
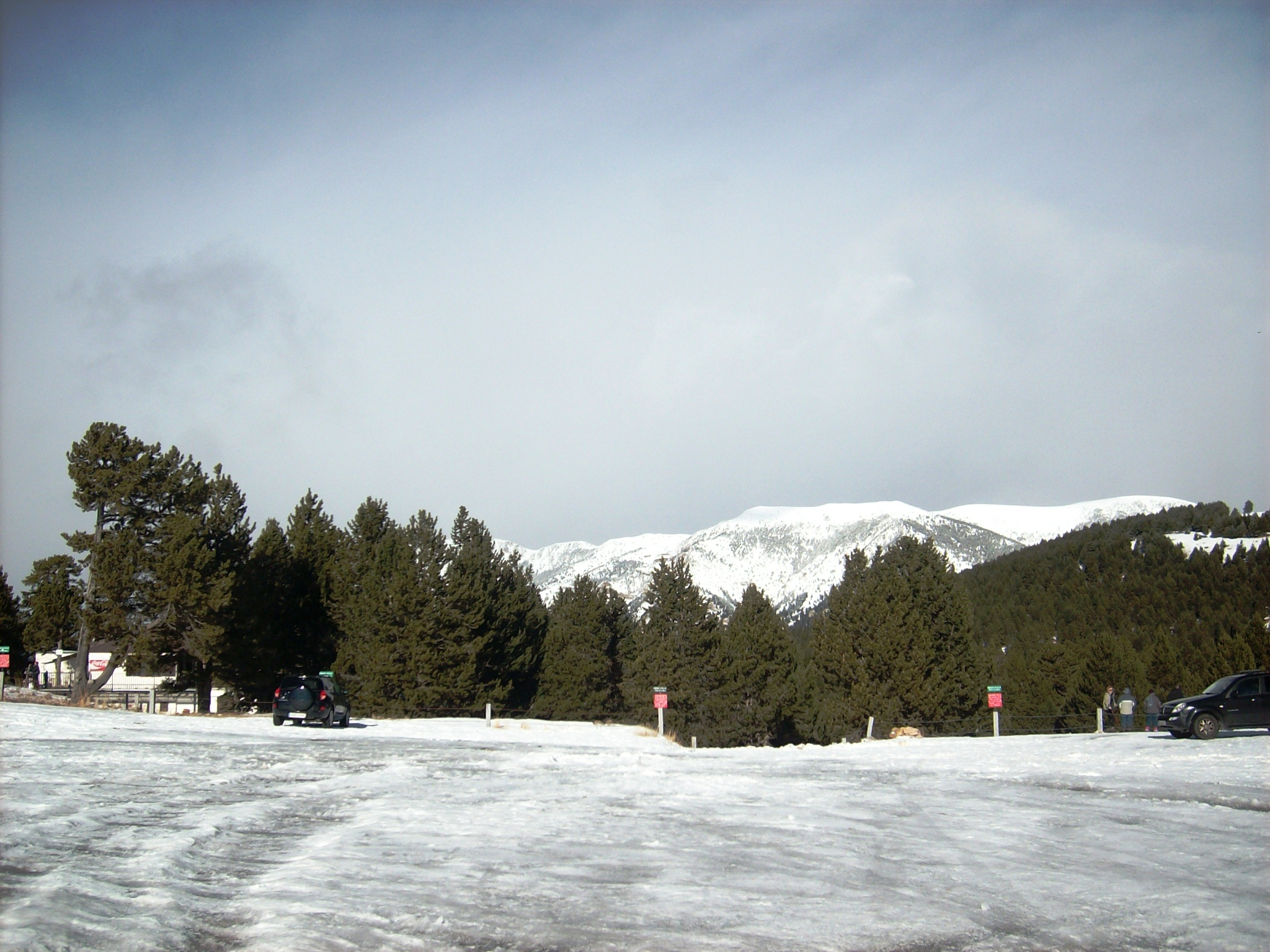
Vista de Rasos.
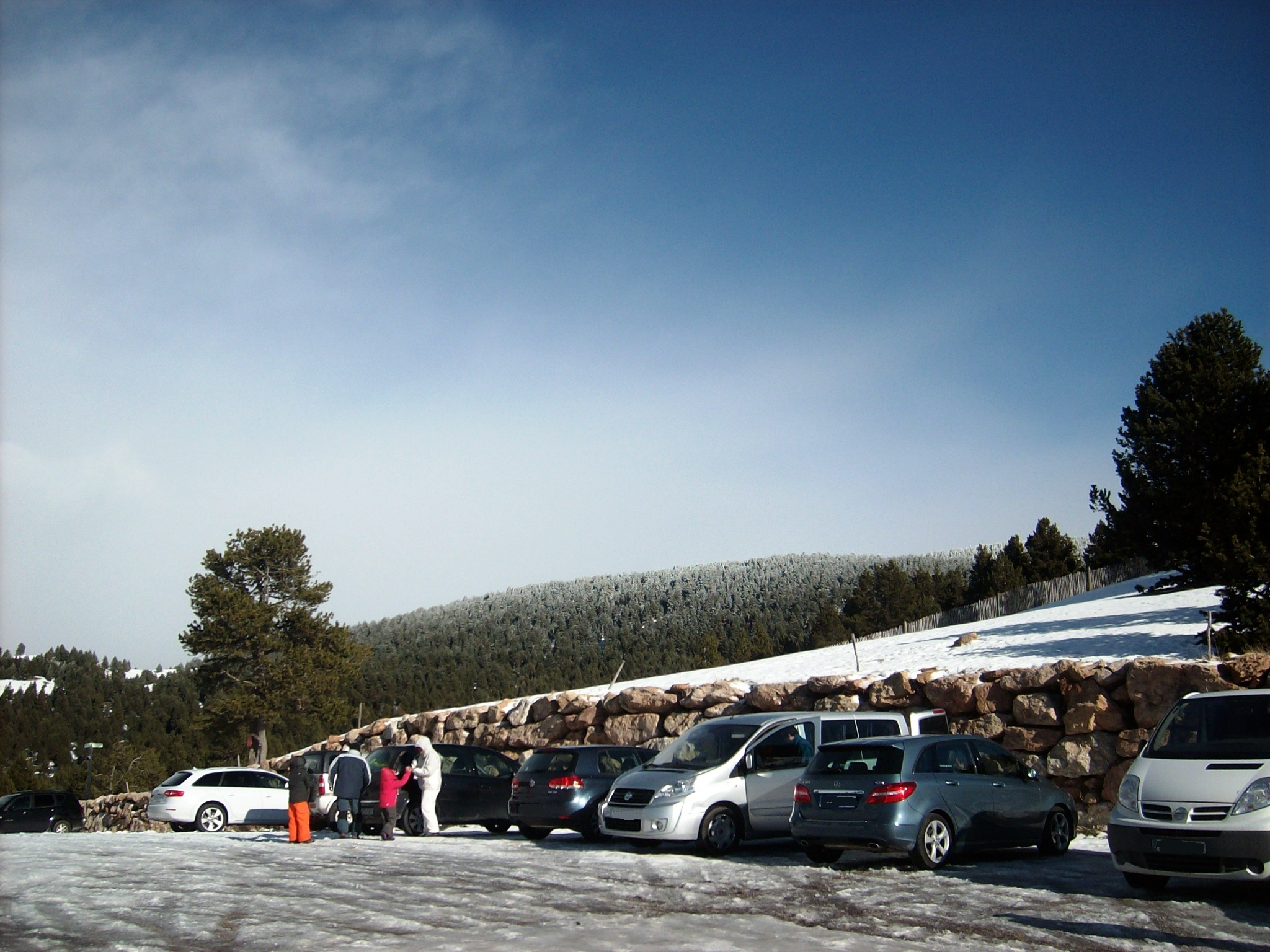
Vista de Rasos.
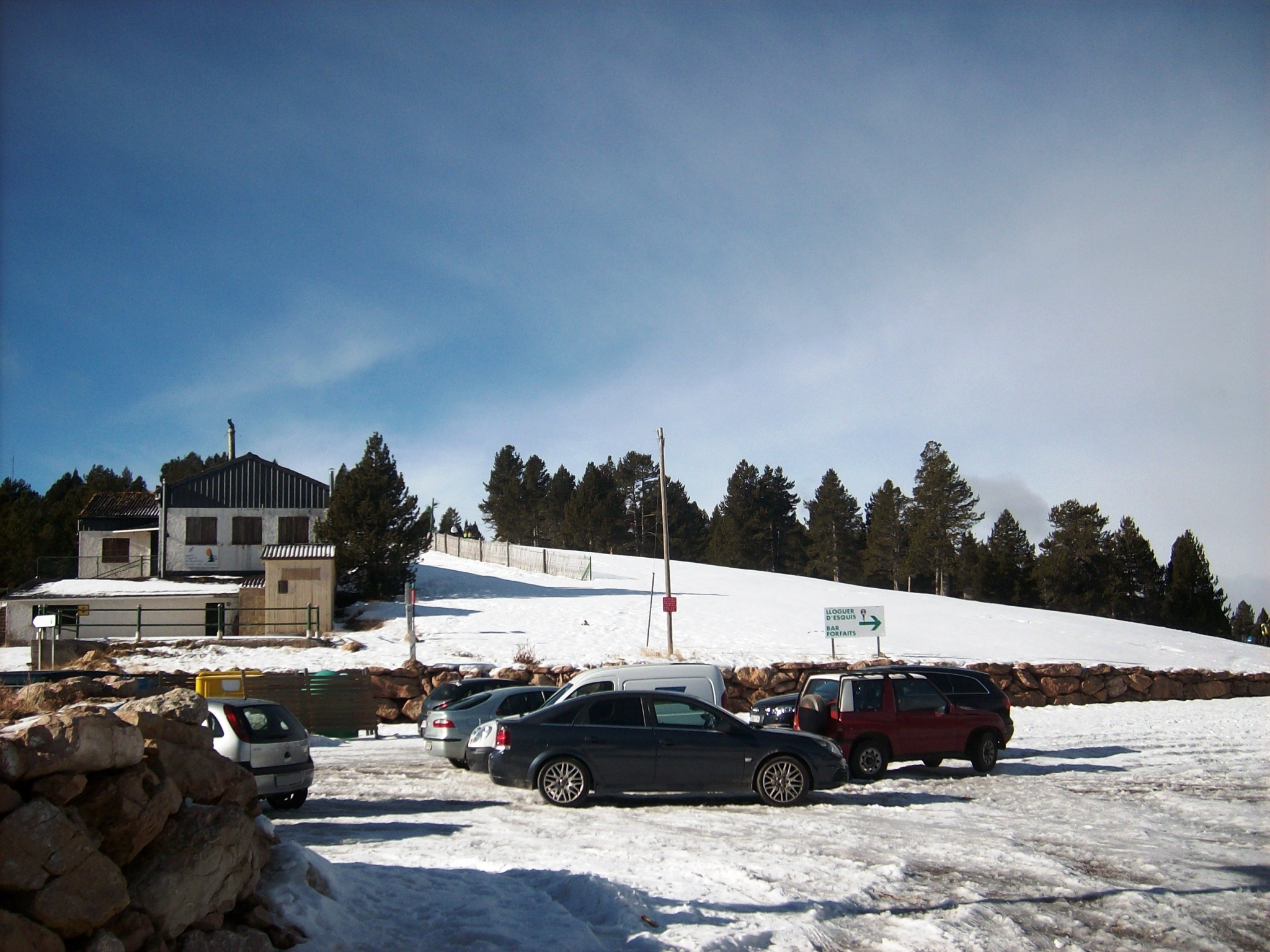
Vista de Rasos.
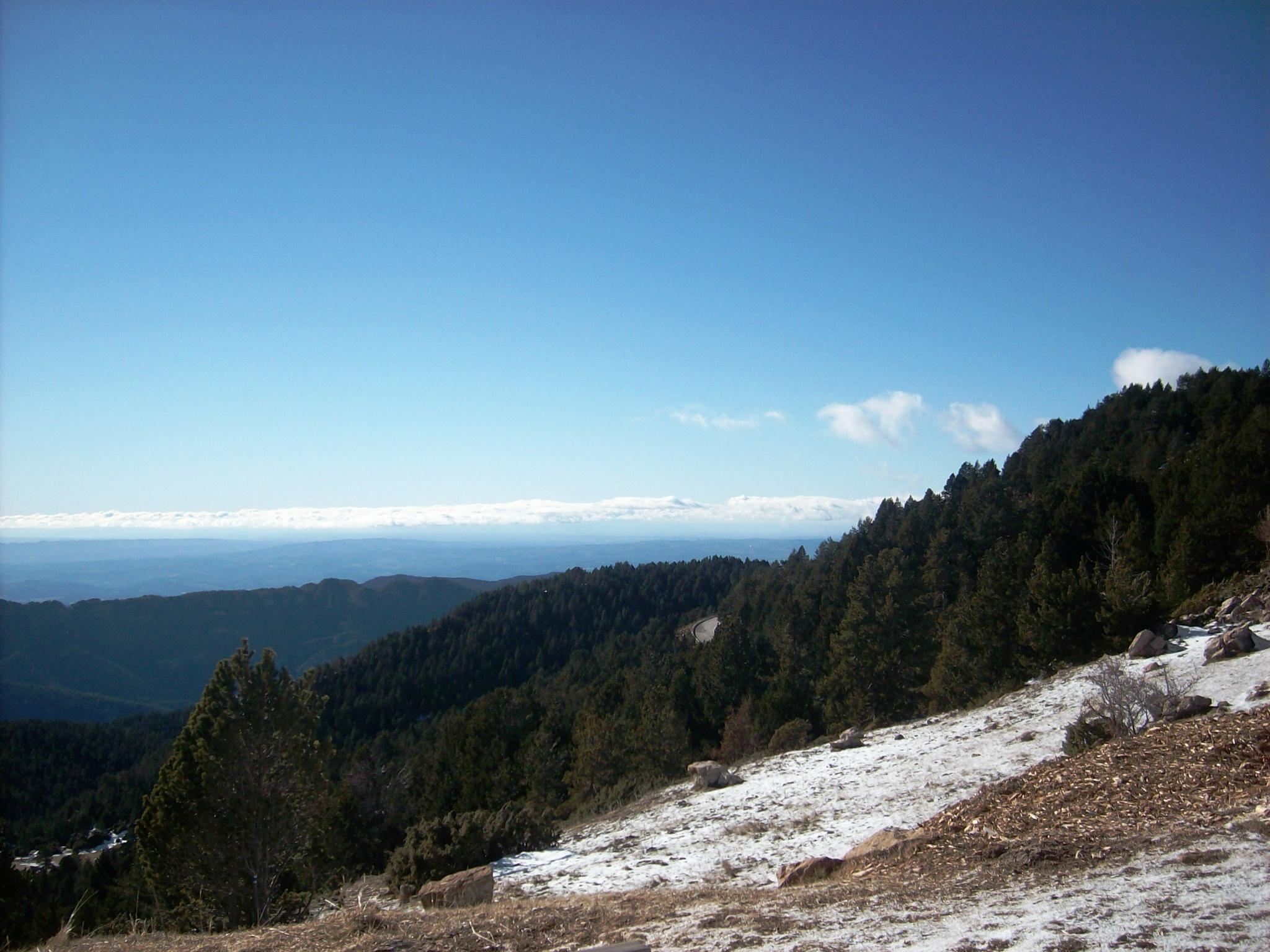
Vista de Rasos.
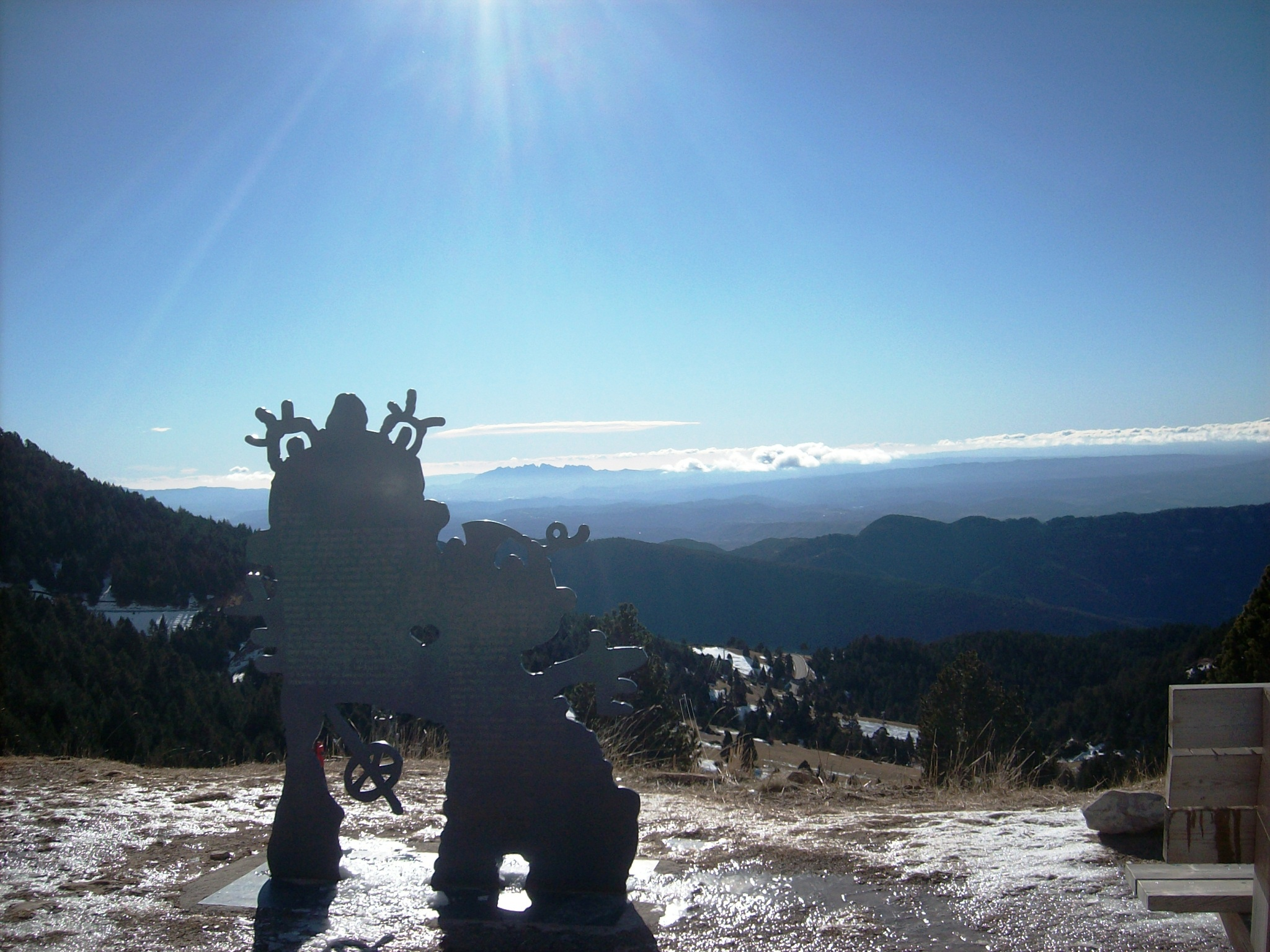
Al fondo, santuario de Montserrat, visto desde Rasos de Peguera.